# Liste des écluses de la Seine
Cette liste recense les écluses de la Seine, de l'aval vers l'amont, entre son embouchure dans la Manche, et le début de son parcours navigable à Marcilly-sur-Seine dans la Marne.

## Liste
| Écluse                                      | Coordonnées                 | PK      | Distance à la suivante | Réf.  | Image                                    |
| ------------------------------------------- | --------------------------- | ------- | ---------------------- | ----- | ---------------------------------------- |
| Eure                                        |                             |         |                        |       |                                          |
| Écluse de Poses-Amfreville                  | 49° 18′ 45″ N, 1° 14′ 12″ E | 201,750 | 40,485                 | [ 1 ] | Écluse d'Amfreville                      |
| Écluse Notre-Dame-de-la-Garenne             | 49° 10′ 02″ N, 1° 23′ 14″ E | 161,265 | 40,495                 | [ 1 ] |                                          |
| Yvelines                                    |                             |         |                        |       |                                          |
| Écluse de Méricourt                         | 49° 01′ 44″ N, 1° 36′ 59″ E | 120,770 | 48,040                 | [ 1 ] | Écluse de Méricourt                      |
| Écluse d'Andrésy                            | 48° 58′ 40″ N, 2° 03′ 43″ E | 72,730  | 24,030                 | [ 1 ] | Écluse d'Andrésy                         |
| Écluse de Bougival (bras de Marly)          | 48° 52′ 13″ N, 2° 07′ 49″ E | 48,700  | 4,100                  | [ 1 ] | Écluse de Bougival                       |
| Écluse de Chatou (bras de la Rivière Neuve) | 48° 53′ 40″ N, 2° 09′ 54″ E | 44,600  | 27,800                 | [ 1 ] | Écluse de Chatou                         |
| Hauts-de-Seine                              |                             |         |                        |       |                                          |
| Écluse de Suresnes                          | 48° 52′ 14″ N, 2° 13′ 58″ E | 16,800  | ??, ???                | [ 1 ] | Écluse de Suresnes                       |
| Val-de-Marne                                |                             |         |                        |       |                                          |
| Écluse de Port-à-l'Anglais (Alfortville)    | 48° 47′ 54″ N, 2° 25′ 02″ E | 161,140 | 11,140                 | [ 2 ] | Écluse de Port-à-l'Anglais (Alfortville) |
| Écluse d'Ablon-Vigneux                      | 48° 43′ 09″ N, 2° 25′ 00″ E | 150,000 | 11,284                 | [ 2 ] |                                          |
| Essonne                                     |                             |         |                        |       |                                          |
| Écluse d'Évry                               | 48° 38′ 31″ N, 2° 26′ 41″ E | 138,716 | 8,976                  | [ 2 ] |                                          |
| Écluse du Coudray-Montceaux                 | 48° 34′ 23″ N, 2° 28′ 55″ E | 129,740 | 13,900                 | [ 2 ] | Écluse du Coudray-Montceaux              |
| Seine-et-Marne                              |                             |         |                        |       |                                          |
| Écluse de Vives-Eaux (Boissise-le-Roi)      | 48° 31′ 21″ N, 2° 35′ 07″ E | 115,840 | 14,780                 | [ 2 ] | Écluse de Vives-Eaux                     |
| Écluse de La Cave (Chartrettes)             | 48° 28′ 55″ N, 2° 42′ 24″ E | 101,060 | 17,580                 | [ 2 ] | Écluse de La Cave (Chartrettes)          |
| Écluse de Champagne-sur-Seine               | 48° 24′ 01″ N, 2° 47′ 37″ E | 83,480  | 12,280                 | [ 2 ] | Écluse de Champagne-sur-Seine            |
| Écluse de Varennes-sur-Seine                | 48° 22′ 35″ N, 2° 54′ 57″ E | 71,200  | 9,722                  | [ 2 ] |                                          |
| Écluse de Marolles-sur-Seine                | 48° 23′ 18″ N, 3° 01′ 57″ E | 61,478  | 12,478                 | [ 3 ] |                                          |
| Écluse de La Grande Bosse (Vimpelles)       | 48° 25′ 28″ N, 3° 11′ 18″ E | 49,000  | 7,892                  | [ 3 ] |                                          |
| Écluse de Jaulnes                           | 48° 25′ 11″ N, 3° 16′ 08″ E | 41,108  | 4,039                  | [ 3 ] |                                          |
| Écluse du Vezoult (Noyen-sur-Seine)         | 48° 26′ 58″ N, 3° 19′ 22″ E | 37,069  | 5,212                  | [ 3 ] |                                          |
| Écluse de Villiers-sur-Seine                | 48° 27′ 57″ N, 3° 21′ 52″ E | 31,857  | 4,686                  | [ 3 ] |                                          |
| Écluse de Melz-sur-Seine                    | 48° 29′ 14″ N, 3° 25′ 10″ E | 27,171  | 3,701                  | [ 3 ] |                                          |
| Aube                                        |                             |         |                        |       |                                          |
| Écluse de Beaulieu (Le Mériot)              | 48° 29′ 43″ N, 3° 27′ 56″ E | 23,470  | 4,750                  | [ 3 ] |                                          |
| Écluse de Nogent-sur-Seine                  | 48° 30′ 02″ N, 3° 30′ 18″ E | 18,720  | 2,427                  | [ 3 ] |                                          |
| Écluse de Bernières (Nogent-sur-Seine)      | 48° 30′ 38″ N, 3° 31′ 41″ E | 16,293  | 2,484                  | [ 3 ] |                                          |
| Écluse de Marnay-sur-Seine                  | 48° 30′ 36″ N, 3° 33′ 40″ E | 13,809  | 10,519                 | [ 3 ] |                                          |
| Marne                                       |                             |         |                        |       |                                          |
| Écluse de Conflans-sur-Seine                | 48° 32′ 39″ N, 3° 41′ 16″ E | 3,290   | (dernière)             | [ 3 ] |                                          |

## Référence
« Recensement des écluses » [PDF], Direction interrégionale du Bassin de la Seine (DIRBS), Service de la navigation de la Seine (SNS), 28 décembre 2005 (version du 10 octobre 2008 sur Internet Archive)
1. 1 2 3 4 5 6 7  p. 1.
2. 1 2 3 4 5 6 7 8  p. 5
3. 1 2 3 4 5 6 7 8 9 10 11  p. 6